# Can Gironella (Gironella)
Can Gironella és una masia del municipi de Gironella, inclosa en l'Inventari del Patrimoni Arquitectònic de Catalunya.

## Descripció
Masia de tres crugies amb la façana principal orientada a ponent, coberta a dues aigües de teula àrab i el carener perpendicular a la façana. És de grans dimensions, de planta rectangular estructurada en planta baixa i dos pisos superiors. Destaquem la galeria porxada d'arcs de mig punt de la façana de migdia. L'estructura de la casa és del segle xviii o bé finals del segle xvii.

## Història
La família Gironella està documentada des del segle xiii: Guillem Ramon de Gironella era canonge de la Seu de Girona i trobador del qual es conserven tres poemes amorosos en occità. Simon de Gironella fou el 1306 veguer de Ripoll i del Ripollès i el 1308 veguer d'Osona, Bages, Berguedà i Ripollès. L'any 1355 i el 1374 tenim documentat Ramon de Gironella com a paborde de Lillet. Durant el segle xiv la família de can Gironella establí un benefici a l'església de Sant Marc de Cal Bassacs. De la mateixa família procedien una branca de proveïdors dels Barons de Pinós i Mataplana, sobretot d'aiguardent, blat i vi; així com arrendadors dels censos dels nobles de les contrades. La casa, a més, conserva documentació pròpia.